# Pogromo de Kirovabad
El pogromo de Kirovabad fue una violenta persecución anti-armenia dirigida por la República soviética de Azerbaiyán contra la población armenia que vivía en el pueblo de Kirovabad (hoy Ganja) en noviembre de 1988. Según el activista soviético de derechos humanos Andréi Sájarov, más de 130 armenios fueron asesinados en la violencia, además tres soldados soviéticos, que también fueron asesinados y 126 personas heridas.
El comandante de las tropas soviéticas pidió permiso para evacuar a la población armenia de la ciudad y zonas de influencia incluidas las regiones de Dashkesan, Khanlar, Shamkor y Minguechaur, estimada en unas 100.000 personas. 
La evacuación de refugiados armenios de Azerbaiyán hacia Armenia, provocó brotes de violencia con la población azerí local. Para fechas posteriores al terremoto que sacudió el Cáucaso en diciembre de ese año, unos 160,000 azeríes y 200,000 armenios habían huido en sentidos opuestos. 
A pesar de la protección soviética, el conflicto se intensificó en el otoño de 1988, cuando la mayor parte de la población armenia de Kirovabad tuvo que huir y refugiarse en la República Socialista Soviética de Armenia.